# Kasabian
I Kasabian sono un gruppo musicale britannico formatosi nel 1997 a Leicester.
Fanno parte del gruppo sin dagli esordi il chitarrista, tastierista, cantante e paroliere Sergio Pizzorno e il bassista Chris Edwards, mentre dal 2005 è membro ufficiale della band anche il batterista Ian Matthews. Dagli esordi hanno fatto parte della band il polistrumentista e paroliere Christopher Karloff e il cantante Tom Meighan, che hanno lasciato la formazione rispettivamente nel 2006 e nel 2020. Dopo l'uscita di Meighan, è entrato nella formazione ufficiale del gruppo anche il chitarrista Tim Carter, a lungo turnista per la band. Dall'uscita di Karloff, Pizzorno è l'unico compositore di tutti i brani dei Kasabian.
Il loro primo disco, omonimo, esce nel 2004 ottenendo un buon successo di pubblico e critica che porta la band in tour in tutta Europa, dove il loro stile a metà tra il rock anni sessanta/settanta e l'elettronica da rave party fa di loro una delle principali band emergenti di quell'anno. Il loro secondo album, Empire, esce nel 2006 e segna una svolta verso sonorità più alla moda, anche se l'influenza di gruppi come i Led Zeppelin risulta evidente, specialmente in canzoni come il singolo Shoot the Runner. Nel 2009 la band pubblica il più sperimentale e acustico West Ryder Pauper Lunatic Asylum, trascinato dal singolo di successo Fire. Nel 2011 viene pubblicato il quarto album Velociraptor!, con il quale la band ottiene un discreto successo anche al di fuori del Regno Unito. Nel 2014 viene pubblicato il quinto album in studio 48:13, ricco di influenze hip hop, seguito nel 2017 da For Crying Out Loud, che come il terzo album vede un minore utilizzo dell'elettronica e sonorità più rock. Nel 2022 esce The Alchemist's Euphoria, il primo album del gruppo senza Tom Meighan, e nel 2024 viene pubblicato Happenings.
La band può vantare il record di nove nomination ottenute in una sola edizione degli NME Awards e una serie di sette album di inediti di fila al primo posto nella classifica britannica degli album.

## Storia

### Primi anni eKasabian(1997-2005)
I componenti iniziali del gruppo si conoscono al liceo. La band viene fondata da Tom Meighan (cantante), Sergio Pizzorno (chitarrista, tastierista e compositore dei testi, di origini italiane), Christopher Karloff (polistrumentista e compositore dei testi) e Chris Edwards (bassista) con il nome Saracuse. La band si esibisce per la prima volta al 18º compleanno di Edwards. Successivamente la band sceglierà il nome Kasabian, che può riferirsi sia alla parola in armeno che significa "macellaio" che al cognome di uno dei membri della setta di Charles Manson, Linda Kasabian.
Ian Matthews, nato a Bristol il 21 giugno 1971, batterista attivo soprattutto nella sua città, inizia a lavorare con i Kasabian nel 2001 come turnista suonando nella demo di Processed Beats. Successivamente collaborerà anche alle registrazioni di Butcher Blues, Orange, Ovary Stripe e Beneficial Herbs, b-side di Cutt Off. Nell'aprile 2005 diventa un membro della formazione a tutti gli effetti.
Nel 2003 debuttano nel mondo della musica, proponendosi con uno stile militaresco e rivoluzionario. Distribuiscono il loro primo demo Processed Beats, prodotto da Jim Abbiss, e in seguito pubblicano in sequenza Reason Is Treason, Club Foot, L.S.F. e Processed Beats, questa volta nella sua versione definitiva; nel settembre del 2004 viene distribuito il loro primo album Kasabian, che venderà quasi un milione di copie e si aggiudicherà il triplo disco di platino nel Regno Unito e un disco d'oro in Giappone.
Nel 2005 partecipano al tour di Don't Believe the Truth come gruppo spalla degli Oasis, che si dichiarano loro estimatori. In quell'anno si esibiscono anche al Festival di Glastonbury.
Grazie a Club Foot la band diviene famosa in tutto il mondo e la canzone entra non solo nelle colonne sonore dei film Goal!, The Guardian - Salvataggio in mare e Doomsday - Il giorno del giudizio, ma anche in quelle di numerosi videogiochi, tra i quali Tony Hawk's Project 8 e Pro Evolution Soccer 5 e successivamente anche FIFA 13 e Alan Wake's American Nightmare. L.S.F. entra invece a far parte della colonna sonora del videogioco FIFA 2004.
Nel 2005 il batterista Ian Matthews entra a far parte della band dopo aver partecipato ad alcuni concerti come turnista. Il 4 giugno dello stesso anno la band pubblica Live from Brixton Academy, album contenente l'esibizione alla Brixton Academy di Londra del 16 dicembre 2004.

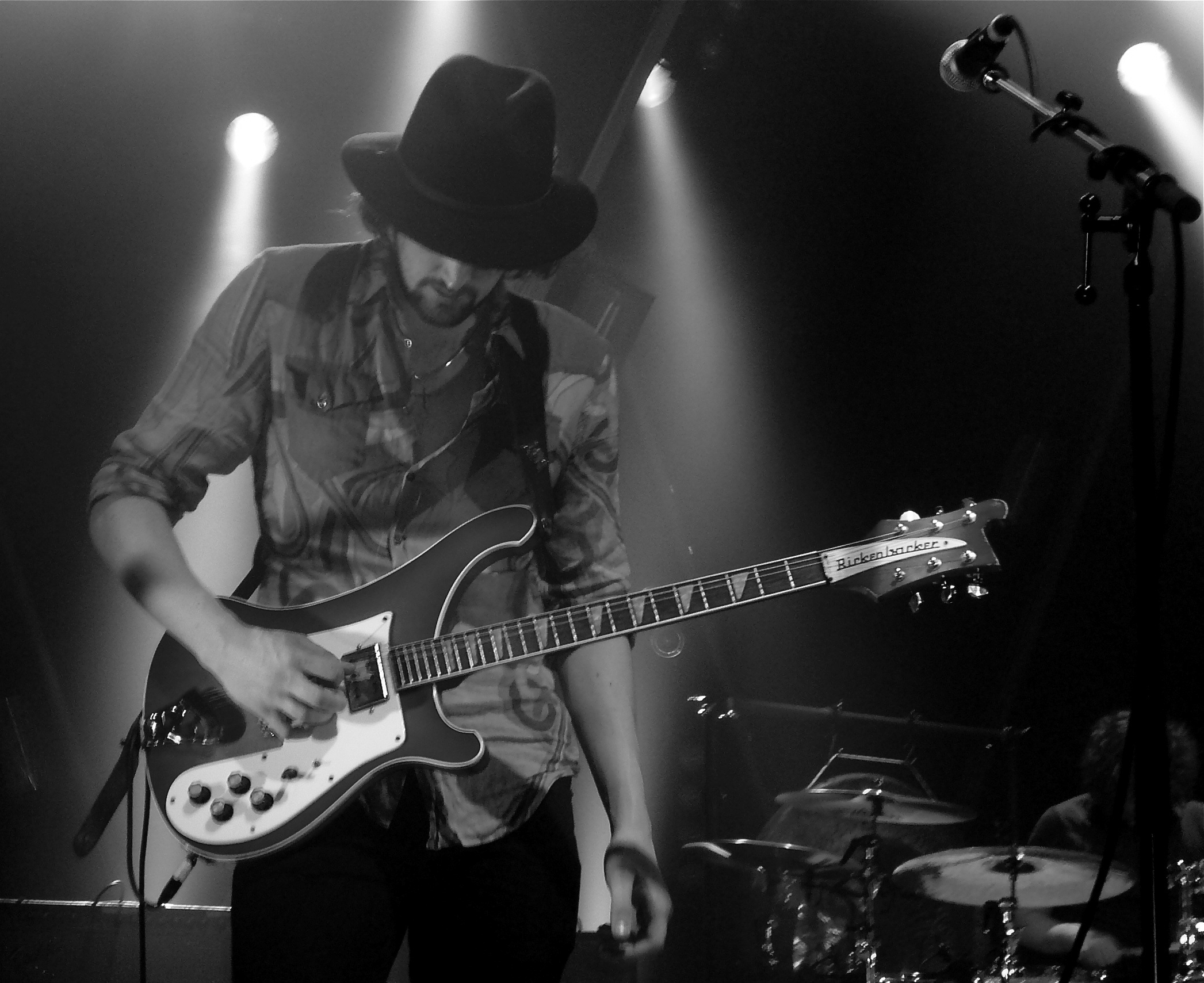
Sergio Pizzorno, unico autore dei brani del gruppo dal 2006

### Empire(2006-2008)
All'inizio del 2006 viene annunciato dagli altri membri della band che Karloff lascia ufficialmente i Kasabian per divergenze artistiche. Verrà sostituito nei tour dal chitarrista Jay Mehler, buon amico della band.
Partecipano a molti festival, tra i quali Live Earth. Il 28 agosto 2006, poco tempo dopo la rottura con Karloff, esce il secondo album dei Kasabian, chiamato Empire, in cui sono contenuti anche tre brani scritti dallo stesso Karloff prima che lasciasse la band. L'album è il primo dei Kasabian a debuttare al primo posto della classifica degli album più venduti nel Regno Unito.
Il 12 settembre 2006 il gruppo partecipa a Londra alla cerimonia per il decennale del sito della rivista NME. Per l'occasione esegue dal vivo quindici brani, due dei quali con l'accompagnamento di Noel Gallagher alla chitarra.
Alla fine del 2007 il gruppo pubblica l'EP Fast Fuse, contenente le canzoni Fast Fuse e Thick as Thieves, per il quale non viene fatta alcuna promozione o pubblicità; entrambi i brani saranno poi inseriti nel loro terzo album. Fast Fuse viene inoltre inclusa nella colonna sonora del videogioco FIFA 09, viene scelta come colonna sonora del pay-per-view della World Wrestling Entertainment Cyber Sunday 2007 e viene utilizzata come sigla dello show Russell Howard's Good News, trasmesso sulla British Broadcasting Corporation.

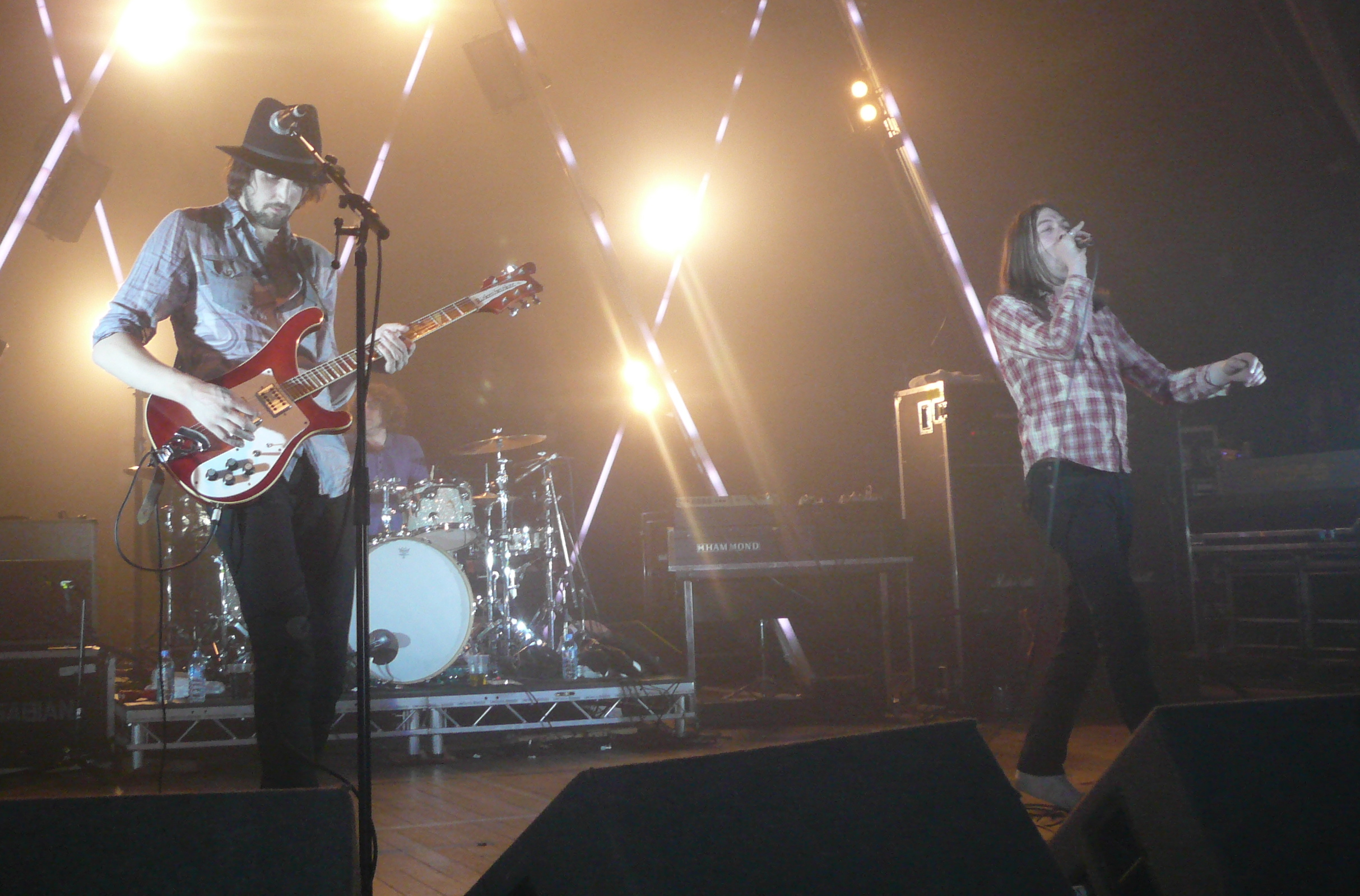
Sergio "Serge" Pizzorno e Tom Meighan in concerto nel 2009

Nello stesso periodo comincia anche la lavorazione al terzo album. Per l'occasione viene reclutato il produttore di hip hop ed elettronica Dan the Automator, meglio noto per il suo lavoro sul primo album dei Gorillaz.

### West Ryder Pauper Lunatic Asylum(2009-2010)
Il 5 marzo 2009 il sito web Albumvote.co.uk rivela che il titolo dell'album sarebbe stato West Ryder Pauper Lunatic Asylum.

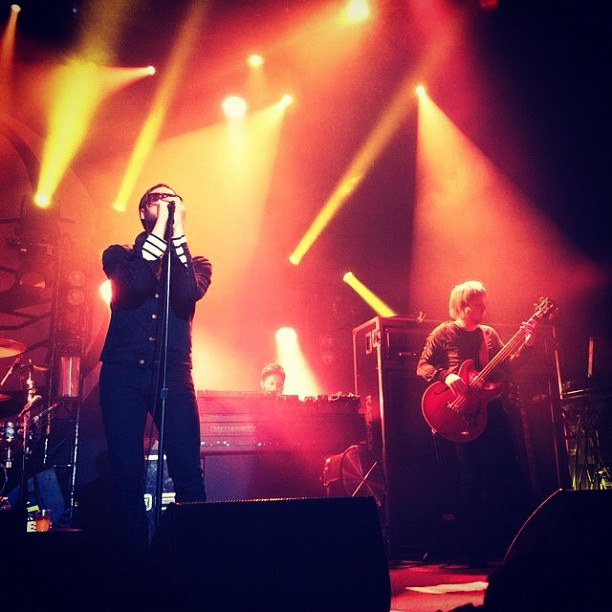
Tom Meighan e Chris Edwards a San Francisco nel 2012

Il 31 marzo la canzone Vlad the Impaler viene resa disponibile per il download gratuito per un periodo di 4 giorni, mentre il 1º giugno viene pubblicato Fire, il primo singolo estratto dal terzo album che, la settimana successiva, raggiungerà la terza posizione delle classifiche britanniche, inserito anche nella playlist del videogioco F1 2010. Viene poi girato un video promozionale per Vlad the Impaler, diretto da Richard Ayoade.
Il 6 giugno 20 la band pubblica West Ryder Pauper Lunatic Asylum, che il 14 giugno raggiunge la prima posizione della classifica degli album più venduti nel Regno Unito, che mantiene per due settimane di seguito.
Vengono poi pubblicati i singoli Where Did All the Love Go? e Underdog, quest'ultimo inserito nella colonna sonora del film Takers.
L'8 giugno 2010 si esibiscono allo stadio Meazza di Milano come gruppo spalla al concerto dei Muse, mentre il 6 agosto si esibiscono allo stadio Olimpico di Torino come gruppo spalla al concerto degli U2.
Il 28 luglio viene pubblicata la prima raccolta dei Kasabian, The Albums, un box set con i primi tre album in studio della band.
Il 15 agosto la band si esibisce a Kuala Lumpur sul palco dell'MTV World Stage insieme a The All-American Rejects, Hoobastank, Raygun, Boys Like Girls e Pixie Lott.
West Ryder Pauper Lunatic Asylum viene candidato come Miglior album ai Mercury Prize, mentre si aggiudica il medesimo premio agli NME Awards (durante i quali vince anche nella categoria Miglior artwork per un album e viene nominata nelle categorie Miglior band e Miglior band live) e ai Q Awards. Sempre ai Q Awards, la band vince inoltre il premio come Miglior band.

### Velociraptor!(2011-2013)
Il 19 settembre 2011 la band pubblica il suo quarto album, dal titolo Velociraptor!. L'album è stato anticipato dal video promozionale di Switchblade Smiles e già a pochi giorni dalla sua pubblicazione debutta al primo posto nella classifica degli album più venduti nel Regno Unito.
Dopo Switchblade Smiles, tra il 2011 e i primi mesi del 2012 vengono poi estratti i singoli Days Are Forgotten, Re-Wired, Goodbye Kiss e Man of Simple Pleasures. Goodbye Kiss ottiene un enorme successo in Italia, diventando disco di platino e di fatto il primo singolo della band a ricevere una certificazione.
Nel febbraio 2012 Sergio Pizzorno realizza un video per Narcotic Farm, ribattezzando il brano Narcotic Farm II. Fa la medesima cosa con Neon Noon, per cui realizza a marzo un video completamente di sua fattura con il semplice uso di un cellulare e quattro specchi.

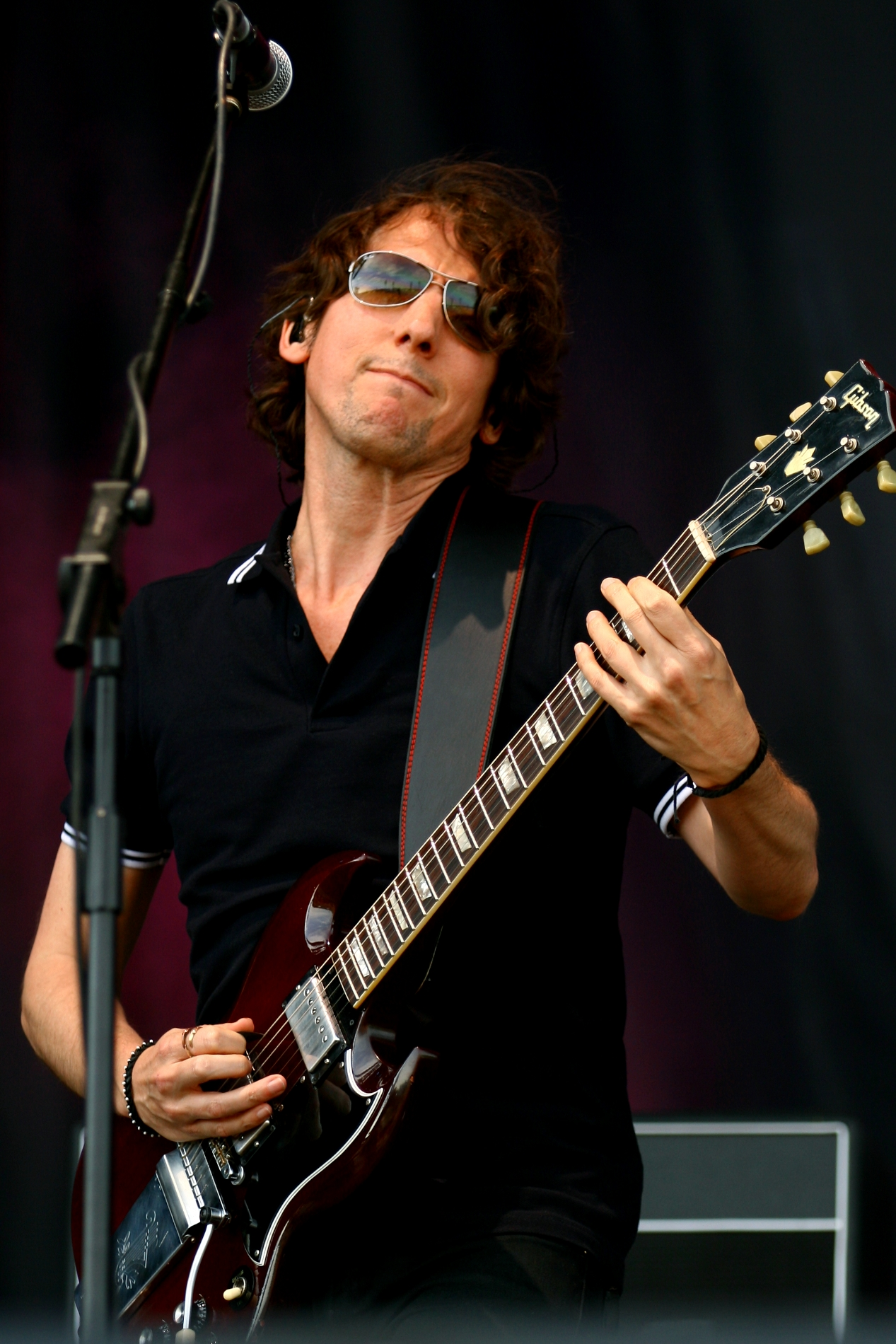
Il turnista e sessionman Tim Carter in concerto con la band nel 2014

Agli NME Awards 2012 vengono eletti Miglior band britannica.
Il 29 maggio la band pubblica un'edizione speciale di Velociraptor! esclusivamente per l'Italia, contenente un EP bonus con 9 tracce inedite, tra cui il remix di Man of Simple Pleasures cantato con il rapper italiano J-Ax. Inoltre il 25 giugno 2012 la band pubblica il suo secondo album live e primo DVD, intitolato Live! - Live at The O2; il CD/DVD contiene, oltre allo spettacolare concerto all'O2 di Londra del dicembre precedente, un documentario sulla vita in tour nell'ultimo anno della band durante le date inglesi, I Hear Voices. Agli MTV Europe Music Awards 2012 ottengono la loro prima nomination agli EMA nella categoria Miglior tour mondiale.
Agli inizi di marzo 2013, Sergio Pizzorno annuncia che lo storico chitarrista turnista dei Kasabian, Jay Mehler, non suonerà più con loro per entrare a far parte dei Beady Eye, la nuova band degli ex membri degli Oasis, scioltisi nel 2009 dopo l'addio di Noel Gallagher. Sergio lo saluta definendolo come un loro fratello e postando «un incredibile video per far capire che sentiremo la sua mancanza».
In sostituzione di Mehler il chitarrista Tim Carter, collaboratore di lunga data del gruppo durante le sue sessioni di registrazione, si aggiunge alla formazione live dei Kasabian. La band continua così il suo lungo tour nordeuropeo, durante il quale scende anche in Italia (precisamente il 30 maggio) per tenere un concerto gratuito a Milano in occasione del Casa Bacardi Live a loro dedicato.

### 48:13(2014-2015)
Nel gennaio 2014, durante un'intervista a Q Magazine, il gruppo annuncia che il loro quinto album di inediti verrà pubblicato nel giugno 2014. Il cantante Sergio Pizzorno descrive così il loro nuovo lavoro:

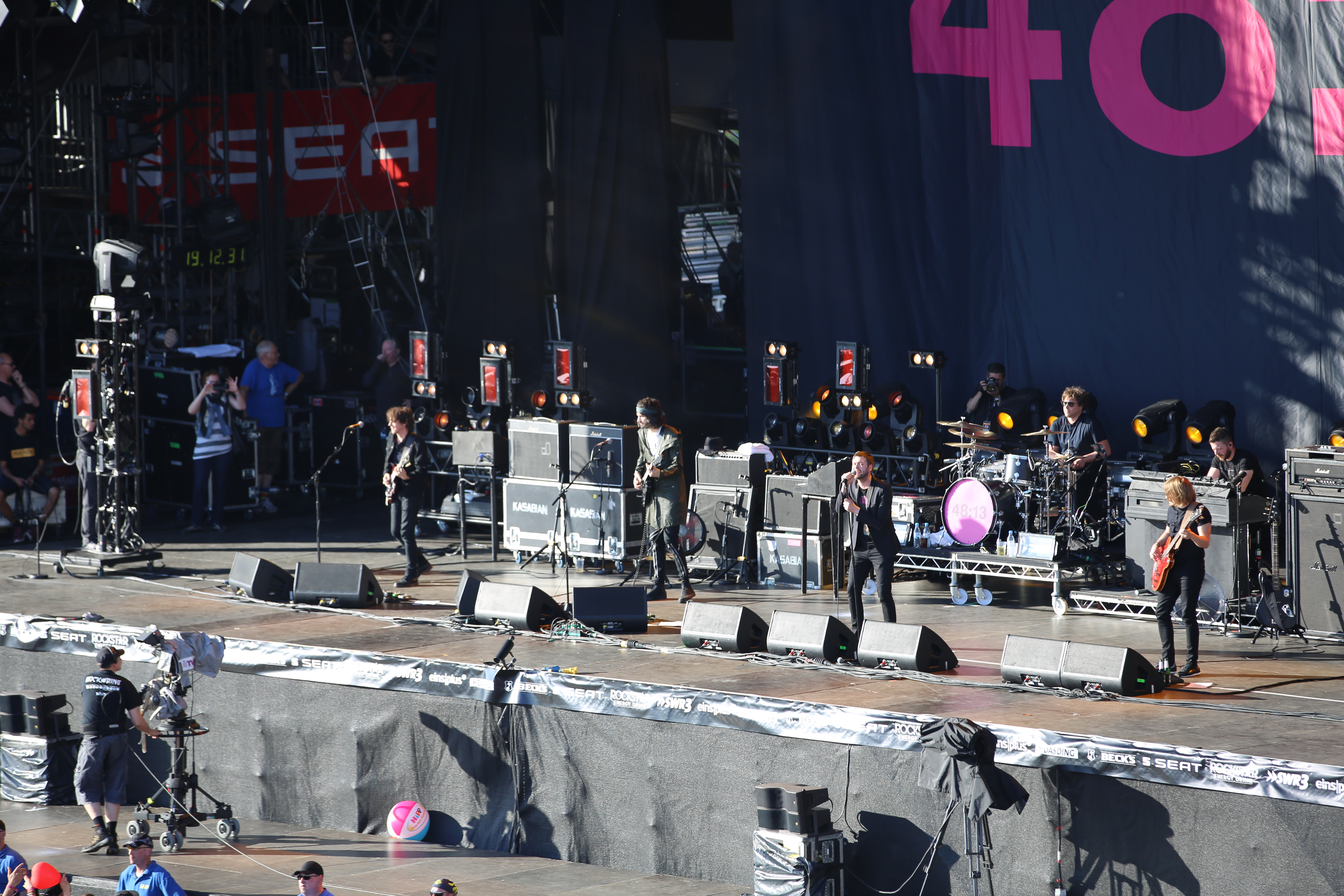
I Kasabian si esibiscono al Rock am Ring del 2014

Il 28 aprile i Kasabian annunciano sul loro sito ufficiale sia la lista tracce che il titolo del nuovo album, ovvero 48:13. Lo stesso giorno viene mandato per la prima volta in onda sulle principali stazioni radiofoniche europee il nuovo singolo eez-eh, mentre il giorno seguente viene pubblicato il video ufficiale del brano. Il 4 maggio i Kasabian sono ospiti a Quelli che il calcio per presentare dal vivo il nuovo singolo e ritirare il disco d'oro ottenuto per le vendite di Velociraptor!.
48:13 viene pubblicato il 9 giugno 2014 nel Regno Unito e il 10 giugno nel resto d'Europa, debuttando al numero uno della UK Albums Chart come i precedenti tre album dei Kasabian. In breve tempo vende oltre 100 000 copie solo nel Regno Unito, ricevendo il disco d'oro a poco più di tre settimane dalla sua pubblicazione. Il 3 agosto viene pubblicato il secondo singolo estratto dall'album, bumblebeee.
Durante tutta l'estate 2014 la band si esibisce in un lungo tour nel Regno Unito e nel resto d'Europa, partecipando anche all'Ejekt Festival ad Atene, all'Orange Warsaw Festival a Varsavia, al Rock am Ring in Germania, al Glastonbury Festival, da headliner, il 29 giugno e al Summer Sonic Festival in Giappone il 16 agosto. Il 5 settembre partecipano, inoltre, all'iTunes Festival da headliner, tornando a esibirsi sul palco della Apple dopo due anni di assenza.
Il 16 luglio esce in 11 sale nei cinema Vue sparsi per il Regno Unito il film Summer Solstice, che consiste nell'esibizione dei Kasabian a Leicester il 21 giugno 2014. Il 10 ottobre 2014 esce, in esclusiva per l'Italia, il singolo bow, sempre tratto dall'album 48:13. Il 17 novembre viene invece pubblicata in tutto il mondo una nuova edizione di 48:13, contenente le tracce bonus giapponesi e un DVD con lo stesso concerto di Summer Solstice.
Sempre nel 2014 il loro tour tocca anche l'Italia, con 2 date rispettivamente a Roma il 31 ottobre (PalaLottomatica) e a Milano il 1º novembre (Mediolanum Forum).
Agli NME Awards del 2015 la band riceve ben 9 nomination, stabilendo un nuovo record (il precedente apparteneva agli Oasis con 7 nomination) e trionfando poi in 3 categorie: Miglior band britannica, Miglior album e Miglior citazione.

### For Crying Out Loude l'uscita di Tom Meighan (2016-2020)
Nel giugno 2016 i Kasabian annunciano di essere al lavoro a un sesto album di inediti. Vengono rivelati anche i nomi di alcuni brani che faranno parte del disco, tra cui Put Your Life on It (già suonata dal vivo a maggio in occasione dei due concerti organizzati dal gruppo per celebrare la storica vittoria della Premier League da parte del Leicester) e Comeback Kid (parte della colonna sonora del videogioco FIFA 17). Anticipato dal singolo You're in Love with a Psycho, pubblicato il 20 marzo 2017, l'album For Crying Out Loud esce per la Columbia Records nel maggio successivo, debuttando come consueto alla prima posizione delle classifiche britanniche. Nei due anni successivi il gruppo si dedica a un'intensa attività dal vivo, sino allo stop obbligato in seguito alla pandemia di COVID-19.
Il 6 luglio 2020 i Kasabian, tramite un messaggio sui propri canali social, informano i fan che Tom Meighan ha lasciato la band per motivi personali. Il giorno successivo Meighan si dichiara colpevole di aver aggredito l'allora fidanzata il 9 aprile precedente, nel periodo di lockdown imposto dalla pandemia; sarà in seguito condannato a 200 ore di lavoro non retribuito.

### The Alchemist's Euphoria(2021-2022)
I restanti membri del gruppo dichiarano che continueranno la propria attività e il 28 maggio 2021 annunciano un nuovo tour britannico, in programma tra ottobre e novembre dello stesso anno, e l'ingresso del turnista Tim Carter nel gruppo come quarto componente fisso. Il 13 ottobre seguente il gruppo tiene un concerto a Glasgow, il primo senza Meighan, con la partecipazione di Robert Harvey dei The Music nelle vesti di polistrumentista e seconda voce. Il 27 ottobre dello stesso anno viene pubblicato il singolo Alygatyr, il primo senza Meighan nel gruppo. Il 6 maggio 2022 esce un altro singolo inedito, Scriptvre, accompagnato dall'apertura dei preordini del nuovo album in studio dei Kasabian, intitolato The Alchemist's Euphoria, la cui uscita viene programmata per il 5 agosto seguente.
Un terzo singolo, Chemicals, viene pubblicato il 3 giugno 2022, giorno in cui la band si esibisce a Knebworth Park come gruppo spalla di Liam Gallagher di fronte a 80 000 spettatori.

### Happenings(2023-presente)
Nel giugno 2023 viene pubblicato il singolo Algorithms. Nel 2024 i Kasabian diffondono i singoli Call, Coming Back to Me Good e Darkest Lullaby, che anticipano l'album Happenings, pubblicato il 5 luglio dello stesso anno.

## Stile e influenze
La musica dei Kasabian è caratterizzata da un genere misto tra indie rock, elettronica e rock psichedelico. Sono stati etichettati dai media principalmente come indie rock e alternative rock, ma non sono rari gli accostamenti alla neopsichedelia, al britpop e al rock elettronico.
Dopo l'omonimo album di debutto, ricco di influenze che vanno dall'elettronica all'indie e al madchester, nel secondo album la band si è spostata su sonorità più britpop, ma basate comunque sull'elettronica. West Ryder Pauper Lunatic Asylum assume ancor più un suono psichedelico e sperimentale, riducendo le incursioni elettroniche. In Velociraptor! la band conferma la propria scelta stilistica di evolvere e personalizzare sempre più la propria musica, basandosi principalmente sull'indie rock e la neopsichedelia ma venendo influenzata anche da britpop ed elettronica, avvicinandosi a sonorità space rock. A tutto questo il successivo 48:13, quinto album del gruppo, unisce anche sonorità hip hop e pop rock anni sessanta in modo da raggiungere ambienti musicali definiti "imprevedibili e avanzati".
I Kasabian sono influenzati da band come Oasis (grandi ispiratori di Sergio Pizzorno), Pink Floyd, Beatles, Nirvana, Kinks, Stone Roses, Led Zeppelin, Primal Scream e Rolling Stones, Human League, Sparks e The Cars, il gruppo americano di Ric Ocasek.

## Formazione

### Attuale
- Sergio Pizzorno – voce, chitarra, basso, tastiera, sintetizzatore, programmazione (1997-presente)
- Tim Carter – chitarra (2020-presente)
- Chris Edwards – basso (1997-presente)
- Ian Matthews – batteria, percussioni (2005-presente)

### Ex componenti
- Christopher Karloff – chitarra, tastiera, sintetizzatore, programmazione (1997-2006)
- Tom Meighan – voce (1997-2020)

### Turnisti
- Gary Alesbrook – tromba (2006-presente)
- Ben Kealey – tastiera, sintetizzatore, cori (2006-presente)
- Tim Carter – chitarra (2013-2020)
- Robert Harvey – chitarra, sintetizzatore, cori (2021-presente)
- Jay Mehler – chitarra (2006-2012)

## Discografia

### Album in studio
- 2004 – Kasabian
- 2006 – Empire
- 2009 – West Ryder Pauper Lunatic Asylum
- 2011 – Velociraptor!
- 2014 – 48:13
- 2017 – For Crying Out Loud
- 2022 – The Alchemist's Euphoria
- 2024 – Happenings

### Album dal vivo
- 2005 – Live from Brixton Academy
- 2012 – Live! - Live at The O2

### Raccolte
- 2010 – The Albums
- 2011 – Empire/West Ryder Pauper Lunatic Asylum
- 2013 – Kasabian/Empire
- 2014 – West Ryder Pauper Lunatic Asylum/Velociraptor!

## Utilizzo dei brani nei media
Numerosi brani dei Kasabian sono stati scelti per le colonne sonore di film, serie televisive e videogiochi, oltre che essere stati utilizzati per vari spot pubblicitari e spettacoli televisivi. Seguono le apparizioni più rilevanti.

### Nei film
- 2003 – Tomb Raider - La culla della vita – Reason Is Treason
- 2005 – Stealth - Arma suprema – L.S.F.
- 2005 – Goal! – Club Foot
- 2006 – The Guardian - Salvataggio in mare – Club Foot
- 2007 – Il peggior allenatore del mondo – Shoot the Runner
- 2008 – 21 – L.S.F.
- 2008 – Doomsday - Il giorno del giudizio – Club Foot
- 2008 – 27 volte in bianco – Sun Rise Light Flies
- 2010 – London Boulevard – La feé verte, Narcotic Farm, Club Foot
- 2010 – Takers – Underdog
- 2011 – Killer Elite – Acid Turkish Bath (Shelter from the Storm)
- 2011 – Soul Surfer – Underdog
- 2012 – ACAB - All Cops Are Bastards – Club Foot
- 2012 – The Avengers – Pistols at Dawn

### Nei videogiochi
- 2003 – FIFA Football 2004 – L.S.F.
- 2005 – Pro Evolution Soccer 5 – Club Foot
- 2005 – WRC: Rally Evolved – Club Foot
- 2005 – Gran Turismo 4 – Reason Is Treason
- 2006 – Tony Hawk's Project 8 – Club Foot
- 2008 – Shaun White Snowboarding – Reason Is Treason, Stuntman
- 2008 – Rock Band 2 – Club Foot, Shoot the Runner
- 2008 – FIFA 09 – Fast Fuse
- 2008 – Guitar Hero III: Legends of Rock – Shoot the Runner
- 2008 – Saints Row 2 – Shoot the Runner
- 2009 – Need for Speed: Shift – Underdog
- 2010 – F1 2010 – Fire
- 2012 – Alan Wake's American Nightmare – Club Foot
- 2011 – FIFA 12 – Switchblade Smiles
- 2012 – FIFA 13 – Club Foot
- 2013 – MotoGP 13 – Switchblade Smiles
- 2013 – Major League Baseball 2K13  – Club Foot
- 2013 – Asphalt 8: Airborne – Underdog
- 2014 – FIFA 15 – Stevie
- 2016 – FIFA 17 – Comeback Kid
- 2024 - EA Sports FC 25 - Call

## Premi e riconoscimenti
MTV Europe Music Awards
- Nomination Best World Stage (2012)

Brit Awards
- Nomination Best British Group (2012)
- Best British Group (2010)
- Nomination Best British Album per West Ryder Pauper Lunatic Asylum (2010)
- Nomination Best British Live Act (2007)
- Nomination Best British Group (2007)
- Nomination Best British Rock Act (2006)
- Nomination Best British Group (2005)
- Nomination Best British Live Act (2005)
- Nomination Best British Rock Act (2005)

Q Awards
- Q Best Act in the World Today (2014)
- Q Best Live Act (2014)
- Best Act in the World Today (2010)
- Nomination Best Live Act (2010)
- Best Album per West Ryder Pauper Lunatic Asylum (2009)
- Nomination Best Track per Fire (2009)
- Nomination Best Live Act (2009)
- Nomination Best Live Act (2007)
- Nomination Best Video per Empire (2006)
- Nomination Best New Act (2004)

NME Awards
- Best Live Band (2018)
- Best British Band (2015)
- Best Album per 48:13 (2015)
- Best Quote a Sergio Pizzorno (2015)
- Nomination Best Live Band (2015)
- Nomination Best Fan Community (2015)
- Nomination Music Moment of the Year per l'esibizione al Glastonbury Festival (2015)
- Nomination Best Track per Eez-eh (2015)
- Nomination Dancefloor Filler per Eez-eh (2015)
- Nomination Best Music Film per Summer Solstice (2015)
- Nomination Best British Band (2013)
- Best British Band (2012)
- Nomination Best Live Band (2012)
- Best Album per West Ryder Pauper Lunatic Asylum (2010)
- Best Album Artwork per West Ryder Pauper Lunatic Asylum (2010)
- Nomination Best Live Band (2010)
- Nomination Best British Band (2010)
- Best Live Band (2007)

MOJO Awards
- Song of the Year per Fire (2010)
- Nomination Best Album per West Ryder Pauper Lunatic Asylum (2010)
- Nomination Best Live Act (2010)